# Pike Road
Pike Road – miasto w Stanach Zjednoczonych, w stanie Alabama, w hrabstwie Montgomery. W roku 2023 miasto zamieszkiwało 11 117 osób, a gęstość zaludnienia wynosiła 134,3 osoby/km².